# イスラエル標準時
|  | UTC+2       | 東ヨーロッパ時間                                                          |
|  | UTC+2 UTC+3 | 東ヨーロッパ時間 / イスラエル標準時 東ヨーロッパ夏時間 / イスラエル夏時間 |
|  | UTC+3       | アラビア標準時 極東ヨーロッパ時間                                         |
|  | UTC+3:30    | イラン標準時                                                              |
|  | UTC+4       | 湾岸標準時                                                                |

| 薄黄色 | イスラエル標準時 (IST, UTC+2) イスラエル夏時間 (IDT, UTC+3) |

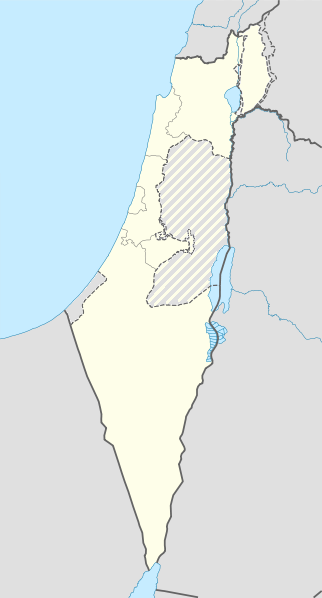
イスラエルの標準時:
灰色の地域はISTとIDTを採用していない。

イスラエル標準時（イスラエルひょうじゅんじ、ヘブライ語: שעון ישראל）は協定世界時を2時間進めた（UTC+2）標準時である。

## 概要

### 歴史
イギリス委任統治時代は現在のイスラエルとヨルダンにあたる地域では協定世界時を2時間進めたカイロの標準時が使用されていた。1948年のイスラエル独立後、この標準時は「イスラエル標準時」とされた。同時に夏時間も制定された。

### 他の国との違い
夏時間を採用する多くの国が日曜日に夏時間へ移行するのに対しイスラエルでは安息日の関係で金曜日に夏時間に移行するため、夏時間への切り替えは他の地域の5日前、または、2日後となる。2013年頃は夏時間終了が早かったため2〜7週間は中央ヨーロッパ夏時間と時刻が同じになることがあった。
イスラエルの近隣諸国であるエジプト、ヨルダン、レバノン、シリアとは同じ標準時を使用している。

### 夏時間
イスラエルではイスラエル夏時間（ヘブライ語: שעון קיץ）と呼ばれる夏時間を採用している。2017年の夏時間は3月の最終金曜日に開始され、10月の最終日曜日に終了する。

## IANA time zone database
IANA time zone databaseのzone.tabには、イスラエルの標準時が1つ含まれている。
| 国コード | 座標            | TZ             | 注釈 | 協定世界時との差 | 夏時間 | 備考 |
| -------- | --------------- | -------------- | ---- | ---------------- | ------ | ---- |
| IL       | +314650+0351326 | Asia/Jerusalem |      | +02:00           | +03:00 |      |